# Табачная промышленность
Табачная промышленность  — отрасль промышленного производства, связанная с выращиванием табачного сырья и его переработкой; изготовлением табачных изделий, их продажей, продвижением. Жизненный цикл производства и потребления табака включает в себя выращивание и высушивание, производство и распространение продукции, её потребление и формирование отходов после потребления. Исторически производителей табака неоднократно обвиняли в манипуляциях и обмане потребителей с целью популяризации и увеличения продаж своей продукции, что подтвердилось после раскрытия внутренних документов корпораций в ходе ряда судебных разбирательств.
На 2020 год сигаретная промышленность оставалась одной из наиболее прибыльных, несмотря на ежегодное снижение общемирового потребления табака на 3—5 % и доказанный вред табака на организм человека (около 8 миллионов смертей ежегодно связанны с потреблением табака, из них 1,2 миллиона – с пассивным курением). Только за 2019 год курильщики употребили 5,2 трлн сигарет, общая стоимость которых составила примерно 705 млрд долларов. Объём мирового табачного рынка в 2020 году оценивался в 932,11 млрд долларов, при ожидаемом среднегодовом темпе роста 1,8 % до 2028 года. Согласно отчёту аналитиков Fior Markets, мировой рынок табака будет расти быстрее: в среднем по 3,9% в год и достигнет 934,5 млрд долларов уже к 2026 году. Примерно 80 % курильщиков проживало в странах с низким или средним уровнем дохода, а каждая десятая единица табачной продукции продавалась незаконно. При этом уже в 2018 году окурки стали самым распространённым видом мусора во всём мире. Предположительно, ежегодно курильщики выбрасывали 4,5 трлн окурков, что составляло 760 тысяч тонн токсичного мусора.

## Развитие отрасли

### Мировая табачная промышленность

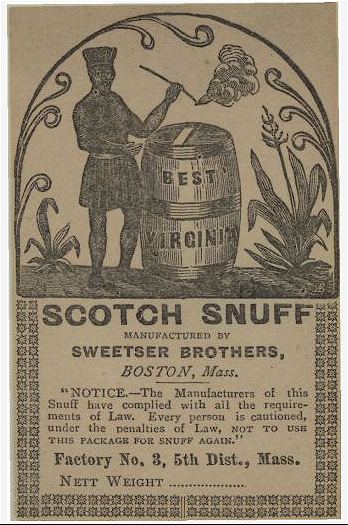
Нюхательный табак производства Sweetser Brothers, Бостон, 1840 год

Началом коммерческого производства табака в США считается первая четверть XVII века, когда в 1614 году губернатор Виргинии Ральф Лейн учредил первые плантации в Джеймстауне и начал экспорт табака в Англию. В 1862 году вступил в силу Табачный указ, обозначивший налоговую политику в отношении производителей: начисление акциза происходило из расчёта объёмов производства по приходно-расходным книгам, но фактических проверок не проводили вплоть до 1864 года. К 1868-му была введена бандерольная система маркировки табачных изделий, с 1872 года — регулируется торговля табачным листом.
Одновременно табачное фермерство и промышленность развивались в Европе. Так, во Франции и Пруссии промышленную культивацию табака начали в XVII веке, было установлено строгое налогообложение. Только за 1898—1899 годы поступления в бюджет Пруссии с табачной отрасли составили 66 млн марок. В 1857 году Роберт Пиккок Глоад открыл в Лондоне первую сигаретную фабрику. В последующие годы подобные предприятия появлялись по всему миру, были основаны крупнейшие табачные компании: J. E. Liggett & Brother (1849 год), Philip Morris (1850-е годы), R. J. Relnolds (1875 год). Их развитие стало возможным благодаря изобретению механического способа скручивания сигарет и технического прогресса как европейских, так и американских промышленников. За 1870—1895 годы производительность станков выросла с 60 до 450 штук в минуту. В 1863 году англичанин Уильям Александр Риттл запатентовал фильтр для сигарет.
Изобретение гильзовой машины (1892 год) и папиросонабивочного (1896 год) автоматов способствовали росту табачной промышленности. В результате только в России с 1838 по 1914 год объёмы акцизного сбора увеличились с 734 тысяч рублей до 108 миллионов. Первая мировая война и освоение женского табачного рынка также стимулировали спрос на табачную продукцию. В последующие десятилетия XX века промышленность активно развивалась. После Второй мировой войны общемировое производство табачного сырья увеличилось: с 2,816 млн метрических тонн в 1948 году до 6,710 млн в 1988-м. Постепенно наращивались объёмы производства в азиатских, африканских и южноамериканских странах, уменьшались — в североамериканских и европейских.
С 1970 по 1997 год общемировое производство табачного листа в сухом весе увеличилось с 4,3 млн тонн до рекордных 8,1 млн тонн. В основном рост происходил за счёт развивающихся стран, тогда как в развитых производство снижалось. Этому способствовала антитабачная политика в странах с высоким уровнем дохода: программы по сокращению поддержки производства табака уменьшили его рентабельность для фермеров. Тем не менее, к 2000 году производство табачных листьев было налажено в более чем ста странах мира, но около 80 % производства приходилось на Китай, США, Индию, Бразилию, Турцию, Зимбабве, Малави. Одновременно с развитием табаководства росли общемировые показатели экспорта продукции: к 1999 году они достигли 2,02 млн тонн. Основными экспортёрами среди развивающихся стран являлись Бразилия (340 тысяч тонн) и Зимбабве (160 тысяч тонн). США и территория бывшего СССР оставались основными импортёрами (0,24 млн тонн и 0,36 млн тонн соответственно).
К 1973 году общемировая производительность сигаретной промышленности составляла 3570 млрд штук. Около 70 % из них выпускали на территории Китая, США, СССР, Японии, ФРГ, Великобритании, Бразилии, Франции, Польши, Италии, Индии. Но в целом за последние три декады XX века производство табака развивалось неравномерно в разных регионах: в развитых странах его объёмы снизились примерно с 1,9 млн тонн до 1,2 млн тонн (примерно 36 %), а в развивающихся они увеличились с 2,3 млн тонн до 6,6 млн тонн. Например, только в Болгарии за 1960—1975 годы производство сигарет возросло с 10 до 71,4 млрд штук.

### Российская табачная промышленность
В 1918 году существовавшие в России табачные фабрики национализировали, была установлена государственная монополия на производство и продажу табачных изделий. Нестабильная экономическо-политическая обстановка и кризис розничной торговли способствовали упадку отрасли: после Гражданской войны из 260 фабрик работало только 38. В первую пятилетку началась реновация табачной промышленности: к 1940-му году были восстановлены плантации табака, которые давали до 241 тысяч тонн табачного сырья в год.
Тем не менее после спада производства в годы Первой мировой войны табачная промышленность страны восстанавливалась вплоть до 1980-х годов. В 1987-м был достигнут рекордный показатель в 378 тысяч тонн, ещё более 200 тысяч ввезли из-за рубежа. Буму производства также способствовали технологические усовершенствования. Только за 1951—1975 годы средняя производительность табачных фабрик выросла с 2,9 до 7,9 млрд табачных изделий в год. Число работников сферы достигло 46,3 тысячи человек. В этот период лидерами производства являлись Молдавская ССР, Азербайджанская ССР, Украинская ССР и Киргизская ССР. Первой международной компанией на советском рынке стал Philip Morris International — в 1970-х годах на базе фабрики «Ява» запустили выпуск сигарет «Союз-Аполлон».
После 1991 года единое партийное и хозяйственное руководство в стране было упразднено, начался процесс приватизации табачных фабрик. К 1997 году на российском рынке была широко представлена продукция PMI, R. J. Reynolds, Rothmans International, BAT и других зарубежных производителей. Странами-лидерами по импорту сигарет в Россию являлись США, Швейцария, Германия, Великобритания, Польша, Бельгия, Нидерланды и Китай. Наибольший объём табачного сырья ввозили из бывших советских республик — Киргизии, Молдавии, Азербайджана, которые обеспечивали до 50 % рынка в 1997-м.
Начиная с 1995 года в России наблюдается рост акцизов на сигареты. К 2020 году его ставка на сигареты составила 2359 рублей за тысячу штук, на электронные сигареты — 60 рублей за единицу, на разные виды табака — 3806 рублей за килограмм. Табачная индустрия поддерживает заблуждения о вреде повышения налогов на свою продукцию. Так, в 2020-м British American Tobacco настаивал, что уменьшение спроса на сигареты в России за последние пять лет связано в первую очередь с замещением легальной продукции нелегальной. В 2019-м доля контрафактной продукции выросла почти вдвое и составила 15,6 %. По данным Japan Tobacco International, за 2017—2020 годы легальный табачный рынок России сократился суммарно на 20 %.
В начале XXI века табачная промышленность столкнулась не только с ужесточением налоговой политики, но и технических регламентов к своей продукции. Они закрепляли снижение максимально допустимого количества смол: с 25 мг на сигарету в 1995 году до 10 мг в 2016-м, когда российские нормативы скорректировали в соответствии с постановлениями Евразийской экономической комиссии. Максимально допустимое содержание никотина составило 1 мг на одну сигарету. Кроме того, к 2000 году были установлены нормы к маркировке и выпуску сигарет, создан институт лицензирования производства и оптовой торговли. Основной контроль за сферами осуществляют специальные департаменты Федеральной налоговой службы. По оценкам экспертов, в этот период в табачной промышленности было занято около 113 тысяч человек, в розничной продаже продукции — около 87 тысяч человек. Объём налоговых отчислений от табачной промышленности достиг 1 млрд рублей.
В 1997 году крупнейшие российские производители объединились в ассоциацию «Табакпром», чтобы способствовать формированию «цивилизованного» рынка табачной продукции в стране. По подсчётам организации, к 2001-м объём российского рынка табачной продукции составлял 280—290 млрд штук сигарет в год. Федеральная налоговая служба России в этот период заявляла о показателе в 398 млрд штук курительных изделий. При этом ожидалось увеличение рынка за счёт роста числа иммигрантов из бывших советских республик, а также увеличения интенсивности курения из-за уменьшения содержания никотина и смол, сокращения торговли контрафактной продукцией. Тем не менее к 2019-му наблюдался спад отрасли: было произведено 229 млрд штук, что на 11,1 % меньше предыдущего года. В 2020 году эксперты аналитического бюро Euromonitor International прогнозировали показатель на уровне 230,3 млрд штук.

## Табачный маркетинг и лоббизм
В XIX веке курение стало общепринятой привычкой среди мужчин, но женщины, которые курили, часто осуждались и считались аморальными, за исключением проституток и пьяниц. В начале XX века женщины-кинозвезды и светские львицы стали исключением из числа осуждаемых за курение, но только к концу «ревущих двадцатых» табачные магнаты начали признавать значимость женской аудитории. Президент компании American Tobacco, Джордж Вашингтон Хилл, охарактеризовал массированную никотиновую атаку на женскую аудиторию как открытие золотых залежей во дворе, а благодаря женскому параду 1929 года «факелов свободы» с сигаретками в зубах, который был запущен рекламщиком Эдвардом Бернейсом, женское курение стало символом эмансипации и стало популярным. В середине XX века курение было популярным среди всех слоев населения США, где более 42 % граждан курили. Только в 1964 году главный военный хирург Лютер Терри выпустил официальный отчет, где была доказана связь между курением и болезнями легких и преждевременной смертью.
До 60-х годов прошлого века табачные компании в США и Европе находились в маркетинговом раю, используя рекламу с исследованиями, подтверждающими пользу курения, образы детей, молодых женщин, спортсменов и ученых, которым сигареты якобы помогали в размышлениях.
В 1953 году руководители шести крупнейших табачных компаний разработали план борьбы за доброе имя никотина, включающий манипуляции фактами при помощи нанятых ученых, после того как массовый отказ от курения привел к риску потерять миллионные прибыли. Крупнейшие производители сигарет создали научные отделы для того, чтобы убедить в покупке своей продукции, а также основали Комитет исследований табачной индустрии — псевдонаучную организацию, опровергавшую связь между курением и раком легких, даже опубликовав «Честное обращение к курильщикам» в 400 газетах США в 1954 году. За 40 лет крупнейшие табачные компании потратили около $300 млн на проводимые Комитетом исследований табачной индустрии «исследования», которые в основном были направлены на маркетинг и пиар, а также выпустили на рынок «лёгкие» сигареты с пониженным содержанием смол, что позволило удержать в строю миллионы курильщиков, среди которых Marlboro Lights стали самой продаваемой маркой в США в 1971 году. В результате исследования, проведенного Американским онкологическим обществом, стало известно, что после появления на рынке лёгких сигарет смертность среди курильщиков не только не снизилась, но продолжала расти, и в 1985 году рак легких в США даже выбил рак груди с звания «главного убийцы женщин» среди онкологических заболеваний.
В 1977 году крупные компании, занимающиеся производством табака, начали осуществлять сговор, направленный на достижение конкретных коммерческих целей. Сговор был известен как «Операция Беркшир». Её основной целью было противодействие антитабачным кампаниям путем распространения информации о положительных свойствах табака среди населения. В то же время, эти компании находили способы скрыть негативное влияние табака на здоровье. Благодаря этим мерам, некоторые люди получали рекомендации от врачей курить табак, так как верили в его полезность. Однако в 1998 году этот сговор стал известен широкой общественности, и табачные компании были вынуждены опубликовать 40 миллионов страниц конфиденциальных документов.
В 1999 году правительство США начало расследование в отношении девяти производителей сигарет и двух компаний-дистрибуторов, которых подозревали в систематическом сокрытии вреда сигарет и уничтожении ценных документов, а по итогам процесса суд запретил компаниям использовать в названиях и описаниях марок сигарет слова «лёгкие», «ультралёгкие», «мягкие», «натуральные» и «с пониженным содержанием смол». Еще до начала официального следствия граждане США, узнавшие о печальной статистике по раку легких, стали подавать на табачные компании иски — например, вдова Майола Уильямса обвинила Philip Morris в намеренном сокрытии от общества негативных последствий курения и, несмотря на упорство юристов, после десятилетнего разбирательства суд штата Орегон присудил ей компенсацию в $155 млн и обязал Philip Morris выплатить еще $99 млн в бюджет штата. Но технологии не стоят на месте, и в 2016 году Philip Morris объявила о запуске новых маркетинговых сигарет, для курения которых требуется специальное приспособление Iqos: табак в них только нагревается, что якобы позволяет курильщикам получать такой же объем никотина, но на 90 % меньше вредных веществ.
Табачный маркетинг и лоббизм в РФ
В 1992 году ликвидация государственной монополии на табачную продукцию в РФ привела к активному освоению российского рынка международными табачными корпорациями. С начала 1990-х годов, все крупные производители сделали большие вложения в строительство табачных фабрик, раскрутку новых брендов и создание широкой рекламы, маркетинга и сбыта. В России внедряются западные маркетинговые технологии, производятся новые «лёгкие» сорта табака, включая специальные сигареты для женщин, используется мощная реклама, а также создается широкая дистрибутивная сеть для распространения табачных изделий. На старте экономических реформ в России, когда перспектива промышленного производства была неясна, зарубежные компании уверенно инвестировали в развитие табачного рынка страны.
Каждая транснациональная табачная компания в России ежегодно тратит несколько миллионов долларов на лоббистскую деятельность, а все вместе они тратят около $20-30 млн, при этом компании не скрывают, что защищают свои интересы через отраслевые организации, однако информация о теневых бюджетах не раскрывается. PR-агентства и некоммерческие организации получают бюджеты на лоббирование интересов табачных компаний, которые могут использовать прикрытие благотворительности для влияния на антитабачные законы через связанные с депутатами или другими влиятельными людьми фонды. Руку табачных лоббистов видят борцы с курением в техрегламенте на табачную продукцию (действующем с декабря 2009 года), разработанном при участии Минсельхоза, который позволяет производителям табака использовать термин «лёгкие сигареты» и другие моменты, противоречащие РКБТ. В отчете Global Smokefree Partnership описываются тактики табачных компаний, включающие отрицание фактов пассивного курения, финансирование секретных программ для препятствия научным исследованиям, запугивание общественности и политиков, оспаривание антитабачных мер в судах для оттягивания их введения и др., с целью отвлечения внимания на другие проблемы здравоохранения.

## Особенности производства
Ассортимент сигарет и сигар на мировом табачном рынке разделяется по нескольким параметрам:
- По длине (от 70 мм для сигарет без фильтра, до 120 мм для сигар уменьшенного диаметра с фильтром).
- По сортам табака («американская смесь» сортов Вирджиния и Берлей; «английская смесь» слабых сортов Вирджиния; «международная смесь» Вирджинии и ориентальных сортов; «чёрная смесь» из крепких сортов, выращенных во Франции, Африке, Испании и Южной Америке; смесь «Maryland», пользующаяся популярностью в США и Швейцарии; смесь с добавлением ментола).
- По типу фильтра (фильтр из хлопкового волокна или из бумаги, фильтр-мундштук, ацетатный фильтр, угольный и другие фильтры).
- По содержанию смолы и никотина (снижение их содержания допускается за счёт уменьшения доли натурального табака, подбора табаков или специальной обработки).

Стоимость табачного сырья зависит от класса табачного листа, который, в свою очередь, связан с регионом выращивания, физическими параметрами листа, типа сушки и других факторов. Помимо табачных листов в производстве могут быть использованы субпродукты: восстановленный табак (продукт вторичной переработки мелких отходов производства), взорванная жилка (продукт первичной переработки черенка табачного листа). Их добавляют для снижения содержания никотина в сигаретном дыме и увеличения объёма табачного сырья.
Кроме того, табачное сырьё обрабатывают специальным «соусом», который содержит подсластители, вкусовые и ароматические добавки, усилители горючести, усилители крепости. Отдельно также могут добавлять гликоль или глицерин для смягчения табачной смеси.

## Статистика

### Табаководство
На рубеже XX—XXI веков табачные хозяйства производили около 5 млн тонн табачного листа в год. Бо́льшую часть из них выращивали в Китае (около 2 млн тонн), Индии (0,528 млн тонн), Бразилии (примерно 0,43 млн тонн) США (0,36 млн тонн), Зимбабве (0,185 млн тонн), Турции (0,14 млн тонн). Крупнейшими операторами рынка табачного сырья являлись компании Universal Leaf Tobacco, Standard Commercial, Dimon.
Табаководство относят к маломеханизированной и трудоёмкой отрасли. Например, на возделывание одного гектара земли европейский фермер в начале XXI века тратил 2200 часов работы. 50—70 % от себестоимости килограмма табачных листьев составляют затраты на рабочую силу. Выращиванием табака занимаются в основном малые фермерские хозяйства, в среднем в Европе на каждое из них к 1997 году приходилось 1,12 гектара посевов. Всего в регионе насчитывалось более 121,5 тысячи подобных хозяйств, наибольшее число которых располагалось в Греции (65 тысяч), Италии (37,9 тысячи) и Франции (8,2 тысячи). Наиболее часто культивируемыми сортами табака в Европе являются Вирджиния и Берлей, занимающие более половины посевных площадей региона. К 2004 году локальные производители обеспечивали только 20—23 % процентов от европейской потребности в табаке, бо́льшую часть сырья региональные производители экспортировали из США, Бразилии и Зимбабве.
По состоянию на 1994 год в США под плантации табака было отдано более 272 тысячи гектаров посевных земель. Табак считался седьмой по доходности сельскохозяйственной культурой в стране. Его выращивали в 21 штате и на подконтрольной территории Пуэрто-Рико. Лидерами отрасли являлись Северная Каролина и Кентукки, где производилось до 67 % всего табачного урожая страны. Общее число табачных фермерских хозяйств достигло 124 тысяч. Они реализовывали свою продукцию через систему аукционов, организуемых на сельскохозяйственных выставках. В 1994-м доход от подобных продаж составил 2,8 млрд долларов (средняя цена — 4,7 доллара за килограмм). Крупнейшими экспортными рынками для американских производителей являлись Европа, Восточная и Юго-Восточная Азия, Ближний Восток и Латинская Америка.
Всего в мире к 2000 году выращиванием табака занимались более чем в 125 странах, общая площадь посевных земель превышала 4 млн гектаров. При этом с 1960-х годов земли, предназначенные для выращивания табака, сократились вдвое в США, Канаде и Мексике, но почти удвоились в Китае, Малави и Танзании. К XXI веку только в Китае располагалась треть от общемировой площади посевных земель. Тем не менее табак выращивали менее чем на одном проценте мировых сельскохозяйственных земель. К 2019-му ежегодно в мире под табачные плантации использовалось 4,3 млн гектаров земли.

### Мировой табачный рынок

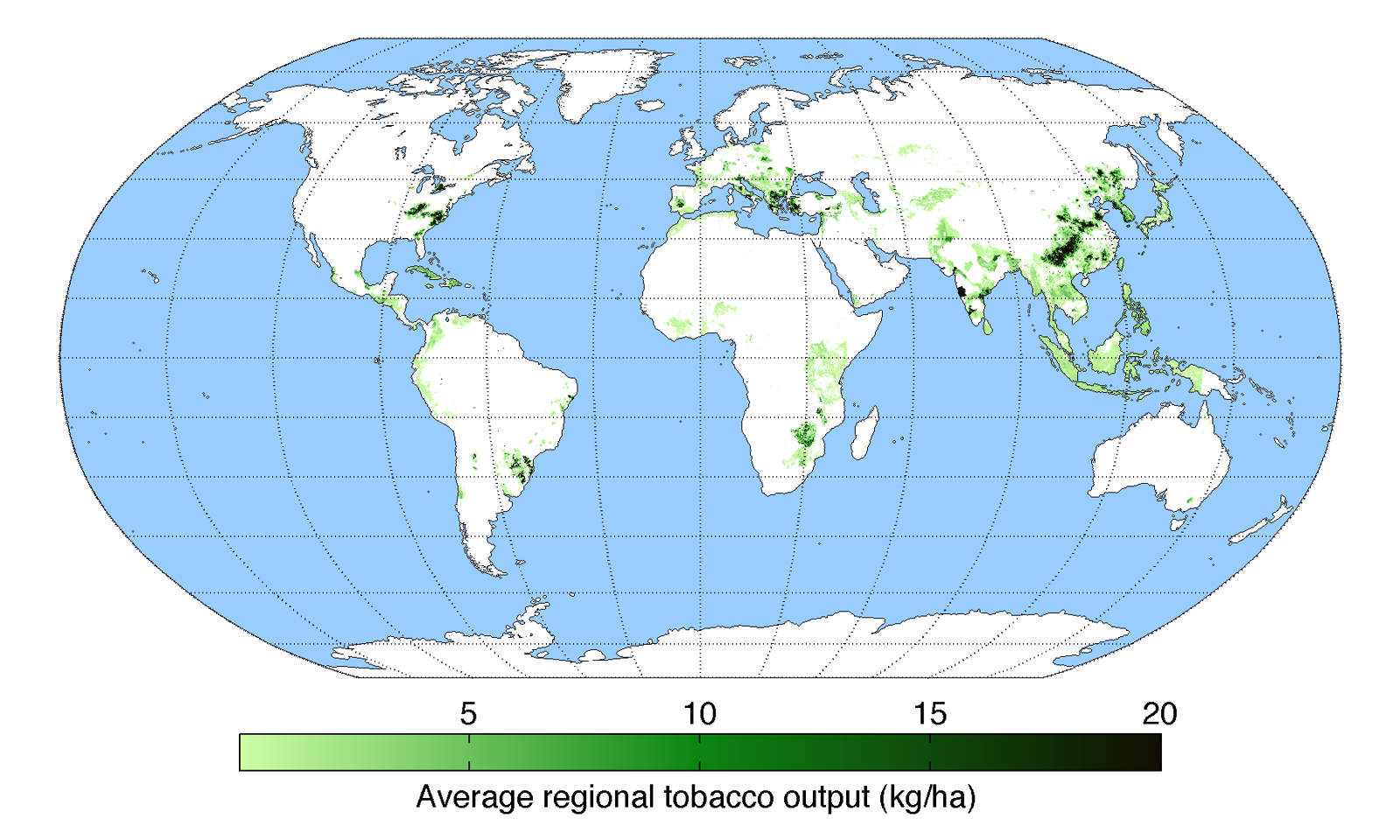
Карта производства табака, 2010 год

По оценкам экспертов, в 1999 году объём общемирового рынка сигарет составлял 5,34 трлн штук в год с тенденцией прироста по 0,5—1 %. По расчётам Всемирного банка, ежегодное потребление табака за последнее десятилетие XX века составляло 1,9 килограмма на каждого жителя Земли старше 15 лет. Из общего приблизительного числа курильщиков в 1,1 миллиард около 54,5 % проживало в Азии, 11,8 % — в Африке и на Ближнем Востоке, 10,8 % — в Центральной и Восточной Европе, 4,7 % — в Северной Америке. Самыми крупными потребительскими рынками сигарет являлись Китай (1700 млрд штук), США (до 480 млрд штук), Россия (до 320 млрд штук), Япония (до 327 млрд штук) и Индонезия (до 230 млрд штук). Китай являлся не только крупнейшим потребителем, но и производителем табачной продукции: в 2001 году в стране перерабатывали до 36 % от общего количества произведённых табачных листьев, потребляли — до 39 % обработанного табака. Сигаретами население обеспечивала одна из крупнейших корпораций сферы National Tobacco Corporation, которая полностью принадлежала государству. Другими лидерами сферы являлись: Philip Moris, British American Tobacco, Japan Tobacco, Imperial Tobacco, которым принадлежало 40 % общей доли мирового рынка. Также к крупным международным производителям относили Altadis, Reemtsma (в 2002-м перешла под контроль Imperial Tobacco), Galler.
C начала XXI века основной тенденцией на мировом табачном рынке является глобализация. Уже в 2001 году чуть более 43 % продаж контролировалось пятью ведущими транснациональными табачными компаниями. Так, только в 2001—2002 годах к крупным сделкам индустрии относили приобретение Imperial Tobacco немецкой компании Reemtsma, увеличение доли BAT в национальной табачной компании Руанды, выкуп R. J. Reynolds компании Santa Fe Natural Tobacco, увеличение доли Philip Morris International в аргентинской компании Argentine tobacco company и ряд других сделок. К 2017-му пять основных производителей контролировали 80,6 % рынка. К ним относят:
- National Tobacco Corporation (бренды RDG, Dubliss и Harmony) — государственная компания Китая, являющаяся крупнейшим в мире производителем сигарет, который обеспечивал в 2019-м 43,6 % мирового рынка. Бо́льшая часть продукции реализуется в Китае, только 1 % произведённых сигарет компания экспортирует за рубеж.
- Philip Morris International — американская компания со штаб-квартирой в Лозанне, которая по состоянию на 2019-й контролировала примерно 13,9 % международного рынка сигарет. Когда в 2008 году материнская компания табачного гиганта Altria выделилась в самостоятельную единицу, Philip Morris International начал реализовывать свои табачные изделия только за пределами США. Всего производитель представлен на 180 рынках.
- British American Tobacco (Pall Mall, Rothmans[англ.], Kent, Dunhill, Lucky Strike) — базирующаяся в Лондоне компания, которая к 2019-му была представлена более чем на 200 рынках и являлась третьим крупнейшим мировым производителем сигарет (12,2 % рынка).
- Japan Tobacco Inc. (Winston, Camel, Liggett Ducat[англ.] (LD) и Mevius[англ.]) — производитель со штаб-квартирой в Токио, материнской компанией которого является Japan Tobacco International. Правительству Японии принадлежит 37,2 % выпущенных JT акций. К 2019-му более половины операционной прибыли корпорации обеспечивают 130 международных рынков сбыта, в общем компания контролирует 8,5 % мирового рынка сигарет.
- Imperial Tobacco (West, Davidoff, John Player Special, Gauloises) — британская компания, представленная на 160 рынках и контролирующая 3,5 % международного рынка сигарет.

К 2004 году общее число курильщиков в мире превысило один миллиард. Потребление сместилось в развивающиеся страны, что объяснялось ростом населения в таких регионах, а также увеличением его покупательной способности. Тем не менее в целом антитабачные меры мирового сообщества способствовали снижению глобального объёма продаж в 2004—2018 годах на 3,7 % при росте реальной розничной стоимости на 24,4 %.
В 2018-м пять крупнейших по объёму рынка стран сигарет — Китай ($2368 млрд), Индонезия ($307 млрд), США ($240 млрд), Россия ($236 млрд) и Япония ($132 млрд) — обеспечивали 61,7 % от общего объема продаж. К 2020 году общемировое потребление табака ежегодно падало на 3—5 %, тем не менее сигаретная промышленность оставалась одной из самых прибыльных. Только за 2019-й в мире выкурили 5 200 млрд сигарет, общая стоимость которых составила примерно 705 млрд долларов. Объём мирового табачного рынка в 2020-м оценивался в 932,11 млрд долларов, при ожидаемом среднегодовом темпе роста 1,8 % до 2028 года. Согласно отчёту Fior Markets, мировой рынок табака вырастет до 934,5 млрд долларов уже к 2026 году при среднегодовом темпе роста 3,9 %. Эта тенденция поддерживается выпуском новых продуктов, включая различные электронные устройства для потребления табака и ароматизированные табачные изделия, такие как гвоздичные сигареты и ментоловые сигары. Так, наблюдался рост числа взрослых, которые когда-либо пробовали электронные сигареты. В США этот показатель вырос с 12,6 % в 2014 году до 14, 4 % в 2017, распространённость курения электронных сигарет среди школьников — на 1650 % с 2011 по 2019 год. Ожидается, что этот новый сегмент будет самым быстрорастущим на мировом рынке в 2021 по 2028 годах со среднегодовым темпом роста 2,8 %.

## Влияние на экономику
Вопреки аргументам табачных лоббистов, табачный бизнес не выгоден для государства.
Сокращение числа курильщиков ведёт к увеличению средней ожидаемой продолжительности жизни населения и позволяет снизить расходы на лечение болезней, связанных с курением. Курильщики вынуждены посещать врачей чаще и расходуют больше средств из фондов медицинского страхования. По оценкам Всемирного банка, в 2000 году в России расходы на лечение связанных с употреблением табака заболеваний составляли от 0,1 % до 1,1 % ВВП. В 2019-м ВОЗ подсчитала, что повышение цены табачных изделий на 30 % позволит сэкономить в России более двух миллиардов долларов за счёт снижения государственных и частных расходов на медицинскую помощь. К 2020 году годовые затраты российской системы здравоохранения на курильщиков составили более триллиона рублей.
Развитие табачной сферы и рост числа курильщиков приводят к замедлению производительности труда и демографического роста. Никотинозависимая часть населения склонна к повышенной заболеваемости, курящие женщины подвергают опасности способность вынашивать здоровое потомство. Популярность курения влечёт не только потери производительности населения, но и убытки от пожаров. Так, весной 2020 года представитель МЧС России Ринат Еникеев назвал непотушенные сигареты одной из основных причин пожаров. Непотушенные сигареты стали причиной 45 % возгораний в жилых помещениях.
Представители табачной индустрии настаивают, что снижение числа курильщиков и спад табачного производства влекут рост безработицы. Однако в большинстве стран производство табака составляет малую долю экономики. По собственным оценкам индустрии, в 2000 году во всём мире выращиванием табака занималось 33 млн человек. Другие стадии производства высоко механизированы: в большинстве стран число рабочих сферы составляло около 1 % от общей доли населения, занятого в каком-либо производстве. Исключениями являлись такие страны, как Индонезия (8 %), а также Турция, Бангладеш, Египет, Филиппины и Таиланд (от 2,5 до 5 %). Кроме того, возделывание табака формирует пиковый спрос на рабочую силу, что может приводить к сезонной безработице. Исследование 1990 года, проведённое в Великобритании, показало положительный эффект на общем уровне безработицы при отказе населения от курения. Если курильщики тратят свои деньги вместо сигарет на отдых и предметы роскоши, то это возмещает потери государства на акцизы за счёт налогов на товары и услуги, а также стимулирует рост занятости в соответствующих сферах. Это подтвердили исследования табачного рынка Бангладеш, которые показали, что полный запрет табакокурения может привести к увеличению рабочих мест на 18 %.
По оценкам ВОЗ, в целом ежегодные потери мировой экономики от табакокурения в 2010-х годах составляли около 1,4 трлн долларов. К 2019 году отчёты ВОЗ и Национального института онкологии США подтвердили, что общемировые экономические потери, связанные с употреблением табака, превысили 1 трлн долларов. Уменьшить экономический ущерб от табакокурения призвано прогрессивное налогообложение. Но эффективность меры зависит от процентной ставки; темпов роста цен на другие потребительские продукты, доходов на душу населения и покупательной способности потребителей.
Табаководство требует большого количества ресурсов: для производства табачного сырья необходимо в два раза бо́льшие затраты рабочей силы, чем для других культур. Исследование, проведённое с участием кенийских фермеров, показало, что в среднем домохозяйство тратит 2880 часов на выращивание табака. Так как цены на табачную продукцию снижаются, фермеры вынуждены заниматься маловыгодным и трудоёмким производством. Кроме того, они зависят от табачных компаний и их филиалов, занимающихся поставками семян и агрохимикатов. Но табачная промышленность преуменьшает финансовые риски для фермеров в своих отчётах об устойчивом развитии. Кроме того, компании скрывают вред для здоровья фермеров, который влечёт выращивание табака. Исследования 2000 года в Кении зафиксировали, что в среднем у 26 % из работников сферы проявляются симптомы отравления пестицидами. Особую опасность представляет отравление самим никотином, от которого зачастую не защищает специальное снаряжение. По заявлениям ВОЗ, «каждый день работник табачной сферы, который сажает, выращивает и собирает табак, может поглощать такое количество никотина, сколько содержится в 50 сигаретах».

## Влияние на окружающую среду
Табачная промышленность наносит значительный вред окружающей среде. В производстве табака используют такие химические вещества, как пестициды, удобрения и регуляторы роста. Химикаты, использующиеся для уничтожения сорняков, оказывают ущерб близлежащим водоёмам и сточным водам, биоразнообразию регионов. Риск уничтожения биоценоза выше в развивающихся странах, так как их законодательство менее строго регулирует сферу. Так, в развитых странах запрещён дихлордифенилтрихлорэтан (ДДТ), но его используют в агрохимикатах, применяющихся в бедных регионах. Тем не менее в 2011 году под выращивание культуры было выделено порядка 4 миллионов гектар земли. В странах с низким и средним уровнем доходов пестициды и ингибиторы роста обычно применяются с помощью ручных или ранцевых опрыскивателей без использования необходимого защитного оборудования, что повышает вероятность воздействия токсичных химических веществ на кожу и органы дыхания фермеров. Кроме того, сам табак обедняет почву, усваивая больше азота, фосфора и калия, чем другие сельскохозяйственные культуры.
Древесина используется в качестве топлива для сушки табака с XIX века. С середины 1970-х годов эксперты высказывают опасения о воздействии выращивания табака на лесной покров. К 1990-м годам более половины из 120 стран с низким и средним уровнем доходов, выращивающих табак, ежегодно теряли 211 тысяч га естественных лесных массивов. В частности, в Китае выращивание табака приводит к потере около 16 тысяч га леса, что составляет 18 % от общего национального объёма вырубки. В Индии в период с 1962 по 2002 год было уничтожено 68 тысяч га лесов — в среднем 1700 га ежегодно. Самая большая в мире территория сухих тропических лесов в центрально-южной части Африки к 2017-му ежегодно теряла 11 тысяч га. От 1,7 % до 4,6 % лесных потерь по всему миру составляет вырубка деревьев для использования во время просушки табачных листьев. На сушку табака во всём мире ежегодно использовали 11,4 млн метрических тонн древесины.
В процессе производства табака образуется ряд отходов: растворители, гидросмеси, масла, пластик, бумага и древесина, а также токсичные химические отходы. Например, в начале XXI века по объёму создаваемых отходов индустрия занимала 18-е место среди всех отраслей промышленности США. Только за 1995 год мировая табачная промышленность произвела более 2 миллионов тонн твёрдых отходов, 300 тысяч тонн неперерабатываемых никотин-содержащих отходов и 200 тысяч тонн химических отходов. 
В общемировом масштабе, по оценкам экспертов, в 1995—2015 годах объёмы утилизации табачной промышленности составили 45 млн тонн твёрдого мусора, 6 млн тонн никотиновых отходов и более 4 млн тонн химических отходов. К 2018 году окурки стали самым распространённым видом мусора во всём мире. Ежегодно курильщики выбрасывали 4,5 трлн окурков, что составляло 760 тысяч тонн токсичного мусора. Загрязнённость среды окурками может замедлить рост растений, представлять опасность для здоровья малолетних детей и животных из-за неизбирательного пищевого поведения. Также выщелачивание окурков в водной среде может приводить к воздействию токсичных химикатов на биоту, включая тяжелые металлы, этилфенол и остатки пестицидов. Выброшенный окурок способен разлагаться до двенадцати лет и может загрязнить от 500 до 1000 литров воды.

## Регулирование отрасли
Правовое регулирование табачной сферы нацелено на снижение распространённости курения, повышение уровня здоровья населения и общего благосостояния. Основным и первым международным соглашением, регулирующим сферу, стала Рамочной конвенции ВОЗ (РКБТ). В течение 2003 года  её подписало 90 % государств-членов ООН, к 2021-му ратифицирована в 182 странах.
Помимо ограничений к составу и продвижению табачной продукции, конвенция закрепила необходимость просветительской работы с никотинозависимыми беременными женщинами; приоритет информирования, обучения и повышения уровня осведомлённости общества; меры по минимизации спроса и поставок сигарет. Кроме того, на национальном и международном уровне контроль за распространением табакокурения и развитие области осуществляет ряд специализированных органов. Например, регулированием производства табачного сырья на территории Европейского союза занимаются: Совет ЕС, Европейская комиссия, Фонд табачных исследований и информации ЕС, Ассоциация европейских табаководов UNITAB, Евростат, а также министерства сельского хозяйства стран-участников ЕС.
Правительства разных стран могут устанавливать собственные ограничения. Обычно в них входят запреты на курение во всех общественных местах; повышение налогов на табачную продукцию; запрет всех форм рекламы, продвижения и спонсорства табака; антитабачные кампании в СМИ; размещение графических предупреждений о вреде для здоровья на упаковках табака и сигарет; пропаганду здорового образа жизни и помощь желающим бросить курить; запрет на продажу табачных изделий лицам моложе 18 лет и ряд других мер. В свою очередь, табачная промышленность сопротивляется антиникотиновой политике как развитых, так и развивающихся стран, заявляя об ущемлении прав курильщиков и производителей, а также о недоказанной эффективности ограничительных мер. Эксперты подчёркивают, что свободу граждан и производителей не затрагивают в большей степени, чем необходимо, а эффект от любых антитабачных мер заметен только в длительной перспективе.
Представители табачной индустрии также настаивают, что ограничительная политика некоторых стран нарушает положения Всемирной торговой организации. Например, в 2010-х годах подобное дело рассматривалось в отношении Австралии, где запретили брендированные упаковки сигарет. В ответ отдельные страны с развитым табачным производством заявили об ущемлении своих прав на беспрепятственную торговлю. Тем не менее деятельность австралийского правительства подкрепляли международные нормы, направленные на снижение бремени неинфекционных заболеваний (Рамочная конвенция Всемирной организации здравоохранения по борьбе против табака (РКБТ) и декларации Генеральной Ассамблеи ООН). В ходе разбирательств апелляционный орган ВТО признал меры по сохранению жизни и здоровья человека как «жизненно важные и в высшей степени необходимые», разрешив странам самостоятельно определять антитабачные меры.

## Этичность
Эксперты ВОЗ заявляют, что табачную промышленность «нельзя считать одной из нормальных отраслей экономики» и называют её «самой смертоносной промышленностью в мире». По данным 2019 года, потребление табачной продукции влекло смерть около 7 миллионов людей ежегодно. Тем не менее корпорации сферы зачастую позиционируют себя как этичных и ответственных производителей. Такая стратегия направлена исключительно на получение выгоды: компании стремятся улучшить свой имидж в глазах потребителя, например, за счёт заботы об окружающей среде или организации образовательных, социальных и экологических мероприятий.
Табачные производители прилагают активные усилия, чтобы взаимодействовать с правительственными структурами и с обществом в целом. Они стремятся сотрудничать с государственными органами, вносить политические пожертвования, участвовать в политических дискуссиях на связанные со сферой темы. Свои интересы компании продвигают также через третьих лиц: общественные организации, лоббистов, подставные группы. Работники сферы используют инструменты «корпоративной социальной ответственности»: издание и распространение материалов о вкладе производителей в охрану окружающей среды, спонсирование культурных, спортивных, социальных и других проекты. Подобные действия нацелены на создание у общества впечатления, что табачные компании вносят полезный вклад в его развитие. Например, в 2020 году табачные компании воспользовались слабостью правительств в условиях пандемии COVID-19, чтобы установить более тесные контакты с руководством разных стран и представить себя в положительном свете.
Табачная индустрия продвигает продукцию, вред которой доказан и широко известен. Её представители целенаправленно воздействуют на детей и уязвимые группы населения, организуют рекламные кампании, неоднократно выступали против антитабачных мер, прямо и косвенно стремились подорвать деятельность организаций и отдельных лиц, направленных на сокращение курения. Для этих целей представители индустрии неоднократно прибегали к обману и коррупции. Так, на протяжении десятилетий XX века они отрицали привыкание, которое вызывает никотин, а также вред от вторичного табачного дыма. Также ряд примеров недобросовестности представителей индустрии раскрывают их внутренние документы, которые компании были вынуждены обнародовать в 1998 году. Они, например, подтвердили, что промышленники осознавали вред от конфет в виде сигарет, которые побуждали маленьких детей курить, но скрывали этот факт от общественности. ВОЗ также заявляет, что одной из целевых аудиторий новых продуктов табачных компаний являются несовершеннолетние: стратегии продвижения электронных средств доставки никотина, рекламируемые как якобы продукты с «пониженным риском» или «бездымные», особенно эффективны для детей и подростков.
Индустрия спонсирует исследования, направленные на замедление внедрения антитабачных мер. Такие работы отличаются высокой селективностью, их результаты часто искажаются. Например, в 2011 году во время принятия поправок к национальному закону о табакокурении в Венгрии были опубликованы данные, согласно которым прогнозируемый национальный ущерб от нововведений должен был составить 248 тысяч долларов. Данные были основаны на источниках, подобранных представителями табачной сферы, и вскоре были опровергнуты ВОЗ.
Образовательные и социальные антитабачные проекты, которые запускает сама индустрия, малоэффективны и направлены на повышение рейтинга табачных кампаний, они могут даже активизировать курение в некоторых подгруппах молодёжи. Например, в 2000 году при финансовой поддержке табачных производителей Philip Morris International, Japan Tobacco, British American Tobacco и Reemtsma был издан курс для российских школьников «Мой выбор». Программа состояла из 6 принципов, последним из которых являлось утверждение о личной ответственности человека за свои решения. По мнению отдельных исследователей, фраза в действительности улучшает имидж табачной индустрии и снимает с производителя моральную ответственность за последствия курения.
По собственному мнению представителей индустрии, наибольшим потенциалом к развитию рынка обладают страны с низким и средним уровнем дохода, где проживает около 80 % курильщиков. Только за 2005—2018 годы доля азиатско-тихоокеанского, ближневосточного и африканского рынков увеличилась на 9 % и 2 % соответственно. По оценкам ВОЗ, при ожидаемом увеличении ежегодной смертности от курения до 8 млн человек после 2019 года более 80 % из них будет приходиться на подобные регионы. С конца XX века лоббисты индустрии тайно оказывали воздействие на представителей развивающихся стран, чтобы помешать распространению инициатив ВОЗ по борьбе против табака в них. Так, представители табачных корпораций стремились убедить власти стран-производителей табака, что отказ от производства культуры приведёт к дестабилизации экономики. Ожидается, что ближневосточный и африканский регионы станут самыми быстрорастущими региональными рынками со среднегодовым темпом роста 3,0 % в 2021—2028 годах.